# RESTART (RESTART JAPAN with TUBEの曲)
「RESTART」（リスタート）は、RESTART JAPAN with TUBEによる楽曲で、東日本大震災復興支援チャリティー楽曲である。

## 概要
2011年3月11日に発生した東日本大震災（東北地方太平洋沖地震）のチャリティー企画として、TUBEが発案し、多数の協賛者が集まってできた楽曲である。2012年1月31日まで期間生産限定。
当楽曲の収益金はセーブ・ザ・チルドレン・ジャパンを通じて被災地に寄付される。

## 収録曲
| 全作詞: 前田亘輝、全作曲: 春畑道哉、全編曲: TUBE。 |             |          |            |      |
| #                                                  | タイトル    | 作詞     | 作曲・編曲 | 時間 |
| 1.                                                 | 「RESTART」 | 前田亘輝 | 春畑道哉   | 7:15 |
| 合計時間:                                          | 合計時間:   | 7:15     |            |      |

## レコーディング参加者
発起者のTUBEを筆頭として扱い、以下50音順としている。
- TUBE
  - 前田亘輝
  - 春畑道哉
  - 角野秀行
  - 松本玲二
- 赤坂泰彦
- 秋沢淳子
- アシガルユース
- 虻川美穂子（北陽）
- あべかすみ
- 天宮良
- アントキの猪木
- 飯島健二郎
- 飯島直子
- 石川遼
- 石橋保
- 一木広治
- 井上公造
- 芋洗坂係長
- 上野広治
- 梅若靖記
- Eliana
- 王貞治
- 大久保佳代子（オアシズ）
- 大黒摩季
- 太田哲也
- 大友さゆり
- 小倉優子
- 小沢仁志
- 織田哲郎
- 片岡愛之助
- 片山晋呉
- ガダルカナル・タカ
- 上川徹
- 川合俊一
- 川藤幸三
- 北島康介
- 木下あゆ美
- ギャル曽根
- 久保谷健一
- 古賀淳也
- 小谷和彦
- 小錦
- 許斐剛
- 駒井千佳子
- 紺野まひる

- 坂本美奈
- ザ50回転ズ
- 佐々木博之
- 佐藤寛之
- 沢田知可子
- アナンダ・ジェイコブズ
- ジェロ
- 柴田亜衣
- 嶋大輔
- 白石康次郎
- 白川裕二郎
- 菅山かおる
- SQUAREHOOD
- 鈴木亨
- 瀬戸早妃
- 薗田峻輔
- 高知東生
- 貴水博之
- 立石諒
- 田中秀道
- 谷原秀人
- 玉川美沙
- 千葉真子
- ちめいど
- 塚原直也
- 勅使川原郁恵
- 東北楽天ゴールデンイーグルス
  - 田中将大[2]
  - 星野仙一
- 戸室政勝
- ドロンズ石本
- 永井秀樹
- 中島朋子
- 中野大輔
- 中野英雄
- 中村桃花
- 中村礼子
- 夏川りみ
- 成田童夢
- 成田真由美
- 西村晃一
- 日テレ・ベレーザ
  - 岩清水梓
  - 小林弥生
  - 原菜摘子

- 袴田吉彦
- 橋本清
- 長谷川まさ子
- ケイシー・パターソン
- 羽生善治
- はる
- ピストン西沢
- ビビる大木
- 平塚哲二
- 廣嶋禎数[3]
- 深堀圭一郎
- 藤田伸二[4]
- 藤原紀香
- ジェニファー・ペリ
- 細川大輔
- マギー審司
- 増田英彦（ますだおかだ）
- 松田丈志
- 丸山茂樹
- 水内猛
- 水鳥寿思
- 水野雄仁
- 道端アンジェリカ
- みはる
- 宮里聖志
- 宮里優作
- 宮根誠司
- 宮本和知
- モエヤン
- 本木克英
- 森下千里
- 諸星和己
- 山口香
- 山本栄治（アンバランス）
- 山本淳一
- 横尾要
- 横田真一
- 吉田秀彦
- 読売ジャイアンツ
  - 原辰徳[5]
  - 小笠原道大[6]
  - 坂本勇人
  - アレックス・ラミレス[7]ほか計33人
- ラモス瑠偉
- 渡部あきのり
- 渡辺裕之

## タイアップ
RESTART
- いわて復興エイド基金応援ソング